# 甲基红
甲基红（英語：Methyl red），也稱為酸性紅2，是一種常用的酸碱指示剂。它是一種偶氮染料，為暗紅色結晶粉末。它在pH低于4.4时為红色，高于6.2时為黃色，介于两者之间时為橙色，pKa为5.1。

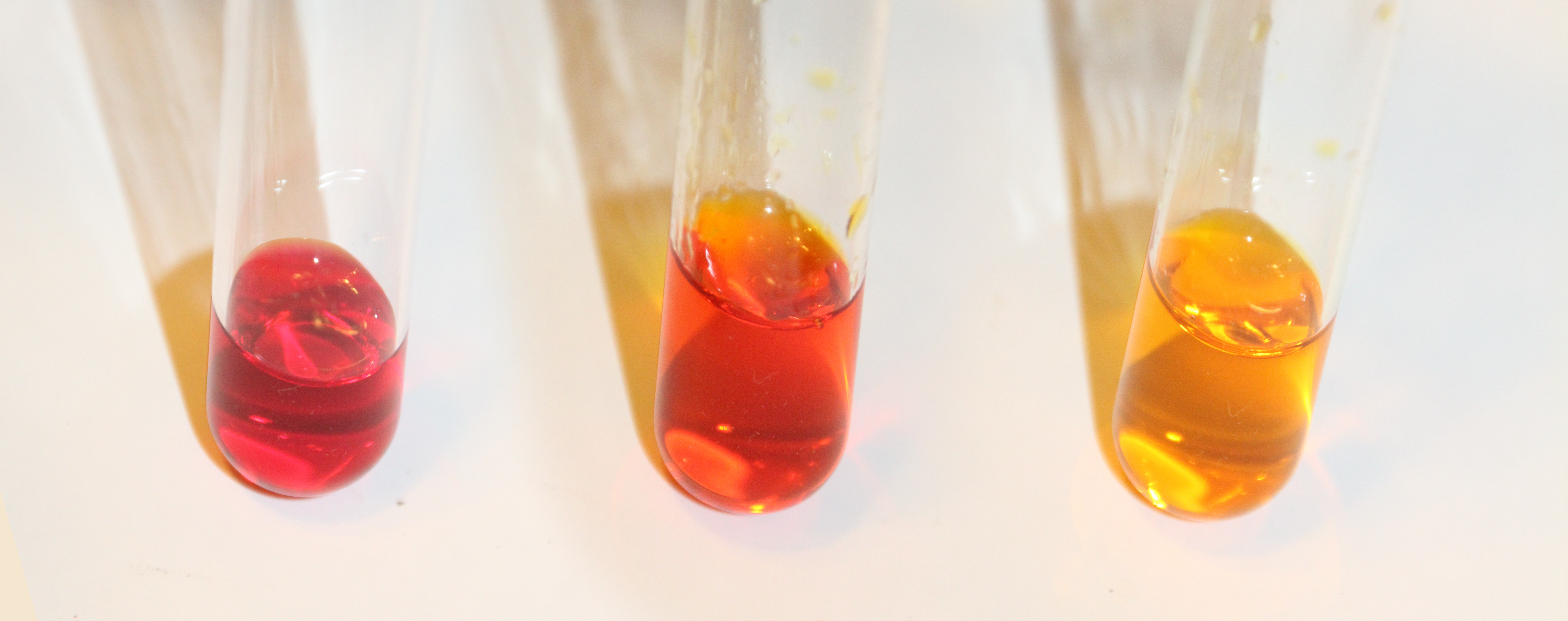
在不同酸鹼條件下的甲基紅溶液的顏色變化。左：酸性，中間：約pH 5.1（pK_{a}），右：鹼性

## 制备
甲基紅由邻氨基苯甲酸与亚硝酸作用发生重氮化反應，然后与N,N-二甲基苯胺偶联製備：

## 性質
甲基红具有与pH相关的光致变色作用，质子化作用会使其形成腙/醌结构。
甲基红在组织病理学中具有特殊用途，可显示组织的酸性和具有酸性细胞壁的生物体的存在。
甲基红在1:1水:甲醇溶液（pH 7.0）中可检测到荧光，在310 nm（UVB）光的激发下，在375 nm（UVA）处有最大发射。

## 甲基紅試驗

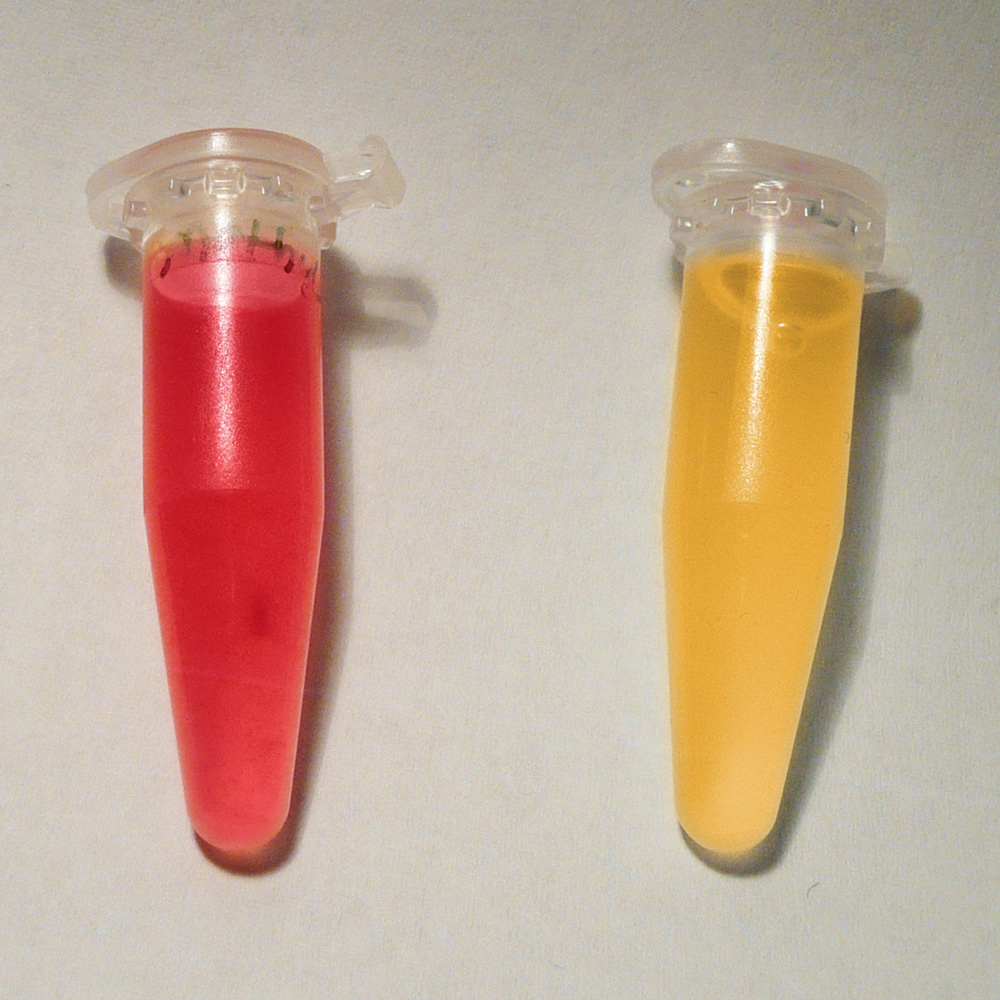
甲基红試驗：大肠杆菌（左侧）显示阳性结果，泄殖腔肠杆菌（右侧）显示阴性结果

在微生物学中，甲基红可用于甲基紅試驗（MR試驗），用于鑒別通过葡萄糖混合酸发酵机制产生稳定酸的细菌（参见伏普試驗）。
MR试验是IMViC四种试验中的 "M "部分，用于根据葡萄糖代谢模式识别肠道细菌。所有肠道菌最初都会通过葡萄糖代谢产生丙酮酸。随后一些肠道菌使用混合酸途径将丙酮酸代谢为其他酸，如乳酸、乙酸和甲酸。这些细菌被称为甲基红阳性菌，包括大肠杆菌和普通变形杆菌。其他肠道菌随后使用丁二醇途径将丙酮酸代谢为中性最终产物。这些细菌被称为甲基红阴性菌，包括黏质沙雷菌和产气肠杆菌。

### 過程
用無菌轉接環接種裝有磷酸葡萄糖肉湯的試管。將試管在35 °C（95 °F）下培養2-5天。培養結束後，將2.5mL的培養基轉移到另一根試管中。在該試管中加入5滴pH指示劑甲基紅。用手掌轻轻滚动试管，使甲基红分散。

### 預期結果
随后将丙酮酸代谢为其他酸的肠道菌会将培养基的pH降至4.2，在此pH下，甲基红变为红色，表示检测呈阳性。随后将丙酮酸代谢为中性终产物的肠道菌会将培养基的pH降至6.0，在此pH下，甲基红呈黄色，检测结果为阴性。